# Institutul de Tehnologia Informației Indraprastha Delhi
Institutul de Tehnologia Informației Indraprastha (IIT-D) Delhi Universitatea inginerie și isan pentru învățământul superior, situat în Delhi, India. A fost declarat ca un institut de importanță națională de toate India Consiliul pentru educație tehnică de guvernul din India .